# Stelletta lactea
Stelletta lactea är en svampdjursart som beskrevs av Carter 1871. Stelletta lactea ingår i släktet Stelletta och familjen Ancorinidae. Inga underarter finns listade i Catalogue of Life.